# Svobodný software
Svobodný software, někdy nazývaný free software (z anglického freedom - svoboda) nebo software libre je software, který uživatelé mohou používat k libovolnému účelu, kopírovat, distribuovat, studovat a měnit. Svobodný software je tedy otázka volnosti, nikoliv ceny. Jednotliví uživatelé mohou samostatně nebo společně užívat software jak uznají za vhodné, mohou jej bezplatně či za úplatu distribuovat, nabízet technickou podporu či záruku jako dodatečnou placenou službu. Často tyto služby nabízí přímo autor svobodného softwaru. U svobodného softwaru využívaného k vysoce komerčním účelům (např. Red Hat Enterprise Linux) je placení služeb obvyklé. Mezi nejznámější svobodný software patří například operační systém Linux, prostředí KDE, prostředí GNOME, aplikace na úpravu grafiky GIMP, webový prohlížeč Firefox a kancelářský balík LibreOffice. Množství svobodného softwaru je obrovské a lze nalézt software téměř pro každou oblast použití.

## Historie termínu svobodný software
V roce 1984 založil Richard Stallman projekt GNU, aby tak vytvořil kompletní unixový operační systém GNU založený na svobodném softwaru. Jako krédo svobodného softwaru definoval tyto čtyři svobody:
- svoboda používat program za jakýmkoliv účelem
- svoboda studovat, jak program pracuje a možnost přizpůsobit ho svým potřebám
- svoboda šířit kopie programu
- svoboda vylepšovat program a zveřejňovat zlepšení, aby z nich mohla mít prospěch celá komunita

Za získání kopií svobodného softwaru lze platit, darovat dobrovolný příspěvek, nebo je obdržet zdarma, ovšem bez ohledu na způsob získání má uživatel vždy svobodu kopírovat a měnit software, dokonce prodávat nebo darovat jeho kopie nebo pozměněné verze. Komerční vývoj svobodného softwaru není ničím neobvyklým; takové programy jsou komerčním svobodným softwarem.
Stallman založil Free Software Foundation (Nadace pro svobodný software), která se stará o právní a organizační stránky GNU projektu a o rozšiřování povědomí o svobodném softwaru. Myšlenky svobodného softwaru byly formulovány prostřednictvím licencí GNU General Public License a GNU Lesser General Public License (původně nazývaná GNU Library General Public License), které se časem staly nejrozšířenějšími licencemi svobodného softwaru.
GNU General Public License zajišťuje uvedené základní svobody svobodného softwaru (dále jen základní svobody) a někdy je také nazývána copyleftovou licencí. Copyleftová licence říká, že pokud se redistribuuje originální nebo i pozměněná verze programu, musí se tato verze redistribuovat pod stejnou licencí, pod jakou se získal původní program. V podstatě to znamená, že k němu nesmí přidat žádná omezení, aby se tak odepřely základní svobody ostatním. Tato licence tedy nijak neomezuje základní svobody; spíše je chrání.

## Dvojznačnost termínu svobodný software
Označení svobodný software pochází z anglického free software. Slovo free má však v angličtině také druhý význam, který znamená zdarma, tedy něco zcela odlišného. Softwaru zdarma se však obvykle říká freeware.

### Svobodný software versus otevřený software
Svobodný software není úplně totéž jako otevřený software (open-source software); záměna termínů není v některých případech možná. Dle Open Source iniciativy jsou požadavky na otevřený software nepatrně méně striktní. Rozdíl je spíše v ideologii. Projekt GNU uznává většinu otevřených licencí jako licence svobodného softwaru, ale vzhledem k jejich nekompatibilitě s licencí GPL je nedoporučuje používat.
Tato problematika je vysvětlena na stránkách Projektu GNU.
Obrázek na stránkách projektu GNU znázorňuje kategorie softwaru a vztahy mezi nimi.
Původním záměrem otevřeného softwaru bylo zbavit se problémů dvojznačnosti termínu free software a pomoci k lepšímu prosazení sdílení softwaru v komerční sféře. V dnešní době je však otevřený software problematiky neznalými lidmi chybně vykládán jako software s otevřeným (zveřejněným) kódem. Např. shared source od firmy Microsoft není otevřený software. V českém jazyce je vhodnější používat termín svobodný software, jenž je jednoznačnější.

## Bezpečnost a spolehlivost
Diskutuje se o bezpečnosti svobodného softwaru v porovnání s proprietárním softwarem, u kterého není volně k dispozici zdrojový kód. Hlavním předmětem diskuze je bezpečnost skrze utajení. Populárním testem v počítačové bezpečnosti je počítání známých a dosud neopravených bezpečnostních chyb. Uživatelé této metody obecně doporučují vyhýbat se produktům, které nemají záplaty pro známé bezpečnostní vady, aspoň dokud není k dispozici jejich oprava.
Zastánci svobodného softwaru argumentují tím, že tato metoda není objektivní. Svobodný software má totiž zveřejněn úplný zdrojový kód, který může analyzovat kdokoliv a komunita je více otevřená ohledně problémů, které existují. Naproti tomu tvůrce proprietárního softwaru spoléhá zejména na své zaměstnance. Případný bezpečnostní problém lze totiž najít mnohem snáze ve zdrojovém kódu, než ve zkompilované binární formě (což často obnáší nutnost reverzního inženýrství, které je někdy dokonce licenčně zakázáno). Podle Richarda Stallmana spočívá další výhoda svobodného softwaru v tom, že je mnohem obtížnější dostat do softwaru skrytou a nežádoucí funkcionalitu (spyware či malware). Zmiňoval dva případy, kdy Windows XP poskytovaly informace Microsoftu. To bylo odhaleno navzdory tomu, že odhadovaných 50 miliónů řádků kódu Windows nebylo k dispozici pro koncové uživatele, aby mohli provést audit. Stránky projektu GNU  zmiňují další případy známého malware v proprietárních produktech.
Bylo provedeno několik kvantitativních studií ohledně tohoto tématu.

### Použití kusů binárních kódů a dalšího proprietárního softwaru
V roce 2006 začalo OpenBSD první kampaň proti používání kusů binárních kódů v jádře operačního systému. Typicky se jedná o volně šiřitelné ovladače zařízení, ke kterým není k dispozici zdrojový kód. To uživatelům znemožňuje modifikovat tento software a distribuovat jeho upravenou verzi. Kusy binárního kódu nejsou zdokumentovány a mohou se v nich vyskytovat chyby. Tím ohrožují bezpečnost operačního systému, jehož jádro takový kód používá.
Záměrem kampaně bylo shromáždění hardwarové dokumentace, která by vývojářům umožnila napsat ovladače zařízení jako svobodný software. To by pak umožnilo všem svobodným operačním systémům nepoužívat kusy binárních kódů v jádře.

## Licence kompatibilní s GPL
Ačkoliv je GPL hlavní a nejčastější licencí svobodného softwaru, není jediná. V průběhu let se vyvinulo velké množství dalších, které Free Software Foundation uznala za dostatečné náhrady GPL. Na rozdíl od ní jsou ale často jednodušší, mají kratší znění, anebo upravují specifické oblasti licencování (například multimédia bez zdrojového kódu). Nejčastěji jde o licence typu BSD licence, Apache a Artistic license.
Většina těchto licencí je zmíněna na stránkách GNU.

## Svobodný software a právo na dodatečnou odměnu
Nový český občanský zákoník zakotvil právo autora díla na přiměřenou dodatečnou odměnu, a to v případě, že „odměna za poskytnutí licence není ujednána v závislosti na výnosech z využití licence a je tak nízká, že je ve zřejmém nepoměru k zisku z využití licence a k významu předmětu licence pro dosažení takového zisku.“ Právo na tuto odměnu bylo zakotveno už dříve v autorském zákoně, nové je ale ustanovení, že se autor nemůže tohoto práva předem vzdát (přestože podle výkladu právničky Ľuboslavy Pištejové, který byl převzat i soudcem Romanem Horáčkem, to již dříve vyplývalo z výkladu). Existence práva uvádí uživatele svobodného softwaru (a dalších svobodných děl) do právní nejistoty, protože jim může v budoucnu hrozit – pokud by dosahovali díky dílu významného zisku – povinnost zaplatit autorovi nebo jeho dědicovi dodatečnou odměnu, přestože je to zcela v rozporu s podstatou licencí pro svobodný software a další díla.

### Česky
- GNU.cz Archivováno 11. 3. 2005 na Wayback Machine.
- GNU.org
- Definice svobodného softwaru

- Evropská Nadace pro svobodný software
- Příloha Licence na serveru Root.cz
- poslední díl série 21 článků o svobodném software na Živě.cz, autor Hynek Hanke
- GNU FDL České slovníky
- Seriál Co používat po přechodu?
- Svobodný software na obecních úřadech
- Definice svobodného softwaru (český výklad)

### Anglicky
- Definice svobodného díla (český překlad)
- GNU General Public License Archivováno 4. 4. 2004 na Wayback Machine.
- Přehledné znázornění kategorií softwaru a vztahů mezi nimi

### Rusky
- Action «Use Free Software»